# Kanton Tain-l'Hermitage
Kanton Tain-l'Hermitage is een kanton van het Franse departement Drôme. Het kanton maakt deel uit van het arrondissement Valence.

## Gemeenten
Het kanton Tain-l'Hermitage omvatte tot 2014 de volgende 14 gemeenten:
- Beaumont-Monteux
- Chanos-Curson
- Chantemerle-les-Blés
- Crozes-Hermitage
- Érôme
- Gervans
- Granges-les-Beaumont
- Larnage
- La Roche-de-Glun
- Mercurol
- Pont-de-l'Isère
- Serves-sur-Rhône
- Tain-l'Hermitage (hoofdplaats)
- Veaunes

Bij de herindeling van de kantons door het decreet van 20 februari 2014, met uitwerking op 22 maart 2015, werd het kanton uitgebreid met de gemeente Châteauneuf-sur-Isère.
Op 1 januari 2016 werden de gemeenten Mercurol en Veaunes samengevoegd tot de fusiegemeente (commune nouvelle) Mercurol-Veaunes.